# Distretto di Sagar
Il distretto di Sagar è un distretto del Madhya Pradesh, in India, di 2 021 783 abitanti. È situato nella divisione di Sagar e il suo capoluogo è Sagar.